# 卡洛斯·雷加达斯
卡洛斯·雷加达斯（1971年10月10日—）是一位墨西哥电影导演、制片人、编剧。2007年的作品《寂靜之光》曾入選第60屆坎城影展正式競賽單元，影片也获得馬丁·史柯西斯的称赞。
2012年作品《舐夢人》获得第65屆坎城影展最佳导演奖。

## 生平
16歲時，卡洛斯·雷加達斯因安德烈·塔可夫斯基的電影萌發了對電影的熱情。他曾在墨西哥的一所大學就讀法律系，隨後為聯合國組織工組。後來雷加達斯決定改變自己的生活，他返回比利時，準備考入Insas學院學習電影。1997年，雷加達斯拍攝了第一部短片《Maxhumain》，但沒能通過學院的入學考試。1999年，雷加達斯開始創作《生命最後之旅》的劇本，並於2002年贏得坎城影展金攝影機特別提及獎。2004年，雷加達斯為墨西哥新銳導演阿瑪特·艾斯卡藍特執導的首部長片《血》擔任了製片人，該片在坎城影展一種注目單元獲得費比西獎。2005年的《天堂煉獄》再次證明了這點。2012年，雷加達斯憑藉影片《舐夢人》榮獲第65屆坎城影展最佳導演獎。雷加達斯的作品甚受爭議，但對社會與人性的深度探討，也讓他成為非常受到期待的當代大師。

## 電影作品
| 年份 | 中文片名                       | 製片國家                           | 語言           | 片長     | 國際競賽                         |
| ---- | ------------------------------ | ---------------------------------- | -------------- | -------- | -------------------------------- |
| 1999 | Maxhumain                      | 比利时                             | 無聲           | 10 分鐘  |                                  |
| 2002 | 生命最後之旅 (Japón)           | 墨西哥                             | 西班牙語       | 130 分鐘 | 第55屆坎城影展金攝影機特別提及獎 |
| 2005 | 天堂煉獄 (Batalla en el Cielo) | 墨西哥 · 法國 · 德国               | 西班牙語       | 105 分鐘 | 第58屆坎城影展正式競賽單元       |
| 2007 | 寂靜之光 (Luz Silenciosa)      | 墨西哥 · 法國 · 德国 · 荷蘭        | 門諾低地德語   | 110 分鐘 | 第60屆坎城影展評審團獎           |
| 2010 | Revolución                     | 墨西哥                             | 西班牙語       | 105 分鐘 | 第60屆柏林影展特別展映單元       |
| 2012 | 舐夢人 (Post Tenebras Lux)     | 墨西哥 · 法國 · 荷蘭               | 西班牙語       | 110 分鐘 | 第65屆坎城影展最佳導演獎         |
| 2018 | 愛・牧 (Nuestro Tiempo)        | 墨西哥 · 法國 · 德国 · 丹麦 · 瑞典 | 西班牙語、英語 | 177 分鐘 | 第75屆威尼斯影展正式競賽單元     |